# Direct2Drive
Direct2Drive (también conocido como D2D) es una plataforma de distribución digital de videojuegos para computadora mediante descarga directa.

## Historia
Lanzado el 28 de mayo de 2004, el sitio web IGN reportó un "incremento exponencial de ventas" desde ese tiempo. Direct2Drive ofrecía más de 3000 títulos a través de acuerdos con más de 300 distribuidores de videojuegos.Direct2Drive patrocinó un premio de $10.000 dólares en el Independent Games Festival llamado "D2D Vision Award", el cual "celebra a los desarrolladores independientes ejemplo de innovación en diseño y una jugabilidad excelente".En 2009, el sitio salió en varias noticias debido al rechazo en querer comercializar el videojuego de Activision, Call of Duty Modern Warfare 2, argumentado que el juego tenía una integración con la plataforma de distribución digital Steam, creada por Valve. Aquellos usuarios que deseasen descargar el Modern Warfare 2 mediante otra plataforma como la de Direct2Drive, tendrían que verse obligados forzosamente a descargar el cliente de Steam.
En mayo de 2011, la empresa GameFly adquirió Direct2Drive de parte de IGN Entertainment, Inc, y renombró la plataforma bajo el nombre GameFly Digital.En octubre de 2014, GameFly lanzó un comunicado en su sitio web indicando que había vendido la plataforma de distribución digital a la empresa AtGames Holdings Ltd., y que la transición sería completada para finales de ese año. AtGame relanzó la plataforma bajo el nombre que tenía originalmente, Direct2Drive.